# كاتدرائية القديسيين قسطنطين وهيلانة
كاتدرائية القديسين قسطنطين وهيلانة، تقع الكاتدرائية في وسط مدينة يبرود. كانت الكنيسة قديماً معبداً وثنياً آرامياً للإله بعل شمين إله الشمس في الألف الأول قبل الميلاد. استمرت الطقوس تقام في المعبد حتى مرت الملكة هيلانة بمدينة يبرود في طريق عودتها من القدس إلى روما، حيث تم تحويل المعبد إلى كنيسة عام 326 ملادية.

## الوصف
بنيت الكاتدرائية على الطراز البازيليكي. الداخل إلى الكاتدرائية عليه المرور بمدخل خشبي مزجج، مستطيل الشكل بعرض الكاتدرائية. يوجد في جهة اليمين باب فرعي خشبي منخفض يؤدي إلى الداخل، وباب آخر من الزاوية الشمالية الغربية يؤدي إلى الخارج. أما في الوسط فيوجد الباب الرئيسي للكنيسة, وهو باب خشبي أثري مرمم يوجد في أعلي اليمين منه نحت لكأس القربان تحيط به سنابل القمح وعناقيد العنب، وفي اليسار الصليب المقدس وأكليل الشوك والسلم والمسامير الثلاث والأدوات التي استعملت في صلب السيد المسيح. أسفل الباب يوجد كتابة تتضمن تاريخ تجديد هذه البوابة وتعود لعام 1927 ميلادية. 
تتكون أرضية الكنيسة من الرخام ويوجد صف من المقاعد الخشبية في كل جهة, وسقفها مرتفع مسطح به فراغات مستطيلة الشكل تحتها نوافذ. يوجد في الكاتدرائية منبر خشبي مرتفع يُصعد إليه بدرج لولبي محاط بسياج خشبي زُينت واجهته شبه المستديرة بإحدى عشر أيقونة قديمة متوسطة الحجم. يصعد الزائر إلى قدس الأقداس بواسطة ثلاث درجات رخامية ويمتد في عرض الكنيسة أيقونسطاس رخامي جميل ومرتفع لوضع الأيقونات، ذو تسع فتحات يزينه في طبقته السفلية تسع أيقونات كبيرة على الأبواب، إحداها للقديسين قسطنطين وهيلانة. أما في الطبقة العليا فيوجد ٣٥ أيقونة متوسطة الحجم تتوسطها أيقونة السيد المسيح، ثم تنتشر أيقونات للأعياد السيدية، كما يوجد أيقونات قديمة من القرنين الثامن عشر والتاسع عشر الميلادي.